# Викінтас Сливка
Викінтас Сливка (лит. Vykintas Slivka; нар. 29 квітня 1995, Паневежис) — литовський футболіст, півзахисник клубу «Саґан Тосу».

## Клубна кар'єра
Вихованець юнацьких клубів литовського «Екранаса» та італійського «Ювентусу»
У дорослому футболі дебютував 2014 року, але не зігравши жодного матчу в основі «старої синьйори» відправлений в оренду спочатку до «Модени», а згодом до словенського клубу «Горіца» (Нова Гориця), де провів сезон 2014/15.
З 2015 по 2017 рік грав у Нідерландах (також на правах оренди) за «Ден Босх», провів 28 матчів в національному чемпіонаті, забив два голи. 
Відігравши на правах оренди шість матчів в італійському клубі «Асколі», уклав трирічний контракт з шотландською командою «Гіберніан». 12 серпня 2017 забив свій перший гол в переможному матчі над «Рейнджерс» 3–2. Викінтас пропустив два місяці через травму, а в першому матчі після відновлення забив свій другий гол цього разу в ворота «Селтіка» 2–1.
31 серпня 2020 року Викінтас перейшов до грецького клубу «Аполлон Смірніс».
Влітку 2022 перейшов до іншого грецького клубу Ламія».
З 2024 захищає кольори японської команди «Саґан Тосу».

## Виступи за збірні
З 2014 року залучався до складу молодіжної збірної Литви. На молодіжному рівні зіграв у 4 офіційних матчах, забив 1 гол.
2015 року дебютував в офіційних матчах у складі національної збірної Литви. Наразі провів у формі головної команди країни 71 матч, забивши 3 голи.